# James Miller
James Miller, född 4 juni 1974, är en friidrottare från Australien. Han deltog vid olympiska sommarspelen 1968.